# Volleyball World Beach Pro Tour 2023 der Männer
Die Volleyball World Beach Pro Tour 2023 der Männer bestand aus 47 Beachvolleyball-Turnieren. Neun Turniere gehörten in die Kategorie „Elite16“, zehn Turniere in die Kategorie „Challenge“ und 28 Turniere in die Kategorie „Futures“. Hinzu kamen noch die Weltmeisterschaft in Tlaxcala und „The Finals“ in Doha.

## Turniere

### Übersicht
Die folgende Tabelle zeigt alle Männer-Turniere der Volleyball World Beach Pro Tour 2023.
| Austragungsort     | Land                   | Kategorie         | Datum                             |
| ------------------ | ---------------------- | ----------------- | --------------------------------- |
| Doha               | Katar                  | Elite16           | 1. bis 5. Februar 2023            |
| La Paz             | Mexiko                 | Challenge         | 16. bis 19. März 2023             |
| Mount Maunganui    | Neuseeland             | Future            | 16. bis 19. März 2023             |
| Tepic              | Mexiko                 | Elite16           | 22. bis 26. März 2023             |
| Coolangatta        | Australien             | Future            | 29. März bis 2. April 2023        |
| Tahiti             | Französisch-Polynesien | Future            | 4. bis 8. April 2023              |
| Itapema            | Brasilien              | Challenge         | 6. bis 9. April 2023              |
| Saquarema          | Brasilien              | Challenge         | 13. bis 16. April 2023            |
| Satun              | Thailand               | Future            | 20. bis 23. April 2023            |
| Uberlândia         | Brasilien              | Elite16           | 26. bis 30. April 2023            |
| Madrid             | Spanien                | Future            | 11. bis 14. Mai 2023              |
| Ostrava            | Tschechien             | Elite16           | 31. Mai bis 4. Juni 2023          |
| Spiez              | Schweiz                | Future            | 8. bis 11. Juni 2023              |
| Lecce              | Italien                | Future            | 8. bis 11. Juni 2023              |
| Jūrmala            | Lettland               | Challenge         | 15. bis 18. Juni 2023             |
| Lille              | Frankreich             | Future            | 15. bis 18. Juni 2023             |
| Ios                | Griechenland           | Future            | 21. bis 24. Juni 2023             |
| Messina            | Italien                | Future            | 29. Juni bis 2. Juli 2023         |
| Helsinki           | Finnland               | Future            | 29. Juni bis 2. Juli 2023         |
| Gstaad             | Schweiz                | Elite16           | 5. bis 9. Juli 2023               |
| Espinho            | Portugal               | Challenge         | 13. bis 16. Juli 2023             |
| Leuven             | Belgien                | Future            | 13. bis 16. Juli 2023             |
| Edmonton           | Kanada                 | Challenge         | 20. bis 23. Juli 2023             |
| Montréal           | Kanada                 | Elite16           | 26. bis 30. Juli 2023             |
| Wenzhou-Cangnan    | Volksrepublik China    | Future            | 10. bis 13. August 2023           |
| Warschau           | Polen                  | Future            | 10. bis 13. August 2023           |
| Hamburg            | Deutschland            | Elite16           | 16. bis 20. August 2023           |
| Bujumbura          | Burundi                | Future            | 17. bis 20. August 2023           |
| Qidong             | Volksrepublik China    | Future            | 17. bis 20. August 2023           |
| El-Alamein         | Ägypten                | Future            | 23. bis 26. August 2023           |
| Brno               | Tschechien             | Future            | 23. bis 27. August 2023           |
| Baden              | Österreich             | Future            | 23. bis 27. August 2023           |
| Seoul              | Südkorea               | Future            | 24. bis 27. August 2023           |
| Montpellier        | Frankreich             | Future            | 30. August bis 3. September 2023  |
| Corigliano-Rossano | Italien                | Future            | 31. August bis 3. September 2023  |
| Warschau           | Polen                  | Future            | 31. August bis 3. September 2023  |
| Miguel Pereira     | Brasilien              | Future            | 7. bis 10. September 2023         |
| Halifax            | Kanada                 | Future            | 21. bis 24. September 2023        |
| Cervia             | Italien                | Future            | 21. bis 24. September 2023        |
| Paris              | Frankreich             | Elite16           | 27. September bis 1. Oktober 2023 |
| Tlaxcala           | Mexiko                 | Weltmeisterschaft | 6. bis 15. Oktober 2023           |
| Goa                | Indien                 | Challenge         | 19. bis 22. Oktober 2023          |
| Mallorca           | Spanien                | Future            | 25. bis 29. Oktober 2023          |
| Haikou             | Volksrepublik China    | Challenge         | 2. bis 5. November 2023           |
| Chiang Mai         | Thailand               | Challenge         | 16. bis 19. November 2023         |
| João Pessoa        | Brasilien              | Elite16           | 22. bis 26. November 2023         |
| Geelong            | Australien             | Future            | 22. bis 26. November 2023         |
| Nuvali             | Philippinen            | Challenge         | 30. November bis 3. Dezember 2023 |
| Doha               | Katar                  | The Finals        | 6. bis 9. Dezember 2023           |

### Doha
Elite16, 1. bis 5. Februar 2023
| Platz | Team                                |
| ----- | ----------------------------------- |
| 1     | Anders Mol / Christian Sørum        |
| 2     | David Åhman / Jonatan Hellvig       |
| 3     | Adrian Carambula / Alex Ranghieri   |
| 4     | Michał Bryl / Bartosz Łosiak        |
| 5     | Esteban Grimalt / Marco Grimalt     |
| 5     | Pablo Herrera / Adrián Gavira       |
| 5     | Clemens Wickler / Nils Ehlers       |
| 5     | Alexander Brouwer / Robert Meeuwsen |

### La Paz
Challenge, 16. bis 19. März 2023
| Platz | Team                               |
| ----- | ---------------------------------- |
| 1     | Pablo Herrera / Adrián Gavira      |
| 2     | Stefan Boermans / Yorick de Groot  |
| 3     | Robin Seidl / Moritz Pristauz      |
| 4     | Evandro Gonçalves / Arthur Mariano |
| 5     | Zachery Schubert / Thomas Hodges   |
| 5     | Daniel Dearing / Sam Schachter     |
| 5     | Julien Lyneel / Rémi Bassereau     |
| 5     | Theodore Brunner / Trevor Crabb    |

### Tepic
Elite16, 22. bis 26. März 2023
| Platz | Team                                |
| ----- | ----------------------------------- |
| 1     | David Åhman / Jonatan Hellvig       |
| 2     | Anders Mol / Christian Sørum        |
| 3     | Clemens Wickler / Nils Ehlers       |
| 4     | Stefan Boermans / Yorick de Groot   |
| 5     | Ondřej Perušič / David Schweiner    |
| 5     | Paolo Nicolai / Samuele Cottafava   |
| 5     | Adrian Carambula / Alex Ranghieri   |
| 5     | Alexander Brouwer / Robert Meeuwsen |

### Itapema
Challenge, 6. bis 9. April 2023
| Platz | Team                               |
| ----- | ---------------------------------- |
| 1     | André Loyola / George Wanderley    |
| 2     | Youssef Krou / Arnaud Gauthier-Rat |
| 3     | Mathias Berntsen / Hendrik Mol     |
| 4     | Noslen Diaz / Jorge Alayo          |
| 5     | Renato Lima / Vitor Felipe         |
| 5     | Pablo Herrera / Adrián Gavira      |
| 5     | Andy Benesh / Miles Partain        |
| 5     | Tri Bourne / Chaim Schalk          |

### Saquarema
Challenge, 13. bis 16. April 2023
| Platz | Team                                 |
| ----- | ------------------------------------ |
| 1     | Evandro Gonçalves / Arthur Mariano   |
| 2     | Chase Budinger / Miles Evans         |
| 3     | Julian Hörl / Alexander Horst        |
| 4     | Andy Benesh / Miles Partain          |
| 5     | Daniele Lupo / Enrico Rossi          |
| 5     | Matthew Immers / Steven van de Velde |
| 5     | Piotr Kantor / Maciej Rudol          |
| 5     | Theodore Brunner / Trevor Crabb      |

### Uberlândia
Elite16, 26. bis 30. April 2023
| Platz | Team                                 |
| ----- | ------------------------------------ |
| 1     | Ondřej Perušič / David Schweiner     |
| 2     | Anders Mol / Christian Sørum         |
| 3     | Michał Bryl / Bartosz Łosiak         |
| 4     | Matthew Immers / Steven van de Velde |
| 5     | Clemens Wickler / Nils Ehlers        |
| 5     | Alexander Brouwer / Robert Meeuwsen  |
| 5     | David Åhman / Jonatan Hellvig        |
| 5     | Tri Bourne / Chaim Schalk            |

### Ostrava
Elite16, 31. Mai bis 4. Juni 2023
| Platz | Team                               |
| ----- | ---------------------------------- |
| 1     | Anders Mol / Christian Sørum       |
| 2     | Cherif Younousse / Ahmed Tijan     |
| 3     | Andy Benesh / Miles Partain        |
| 4     | Ondřej Perušič / David Schweiner   |
| 5     | Youssef Krou / Arnaud Gauthier-Rat |
| 5     | Clemens Wickler / Nils Ehlers      |
| 5     | Adrian Carambula / Alex Ranghieri  |
| 5     | David Åhman / Jonatan Hellvig      |

### Jūrmala
Challenge, 15. bis 18. Juni 2023
| Platz | Team                                 |
| ----- | ------------------------------------ |
| 1     | Thomas Hodges / Zachery Schubert     |
| 2     | George Wanderley / André Stein       |
| 3     | Vitor Felipe / Renato Lima           |
| 4     | Evandro Gonçalves / Arthur Mariano   |
| 5     | Matthew Immers / Steven van de Velde |
| 5     | Piotr Kantor / Jakub Zdybek          |
| 5     | Theodore Brunner / Trevor Crabb      |
| 5     | Chaim Schalk / Tri Bourne            |

### Gstaad
Elite16, 5. bis 9. Juli 2023
| Platz | Team                              |
| ----- | --------------------------------- |
| 1     | Andy Benesh / Miles Partain       |
| 2     | Anders Mol / Christian Sørum      |
| 3     | George Wanderley / André Stein    |
| 4     | Michał Bryl / Bartosz Łosiak      |
| 5     | Pedro Solberg / Guto Carvalhaes   |
| 5     | Esteban Grimalt / Marco Grimalt   |
| 5     | Adrian Carambula / Alex Ranghieri |
| 5     | Cherif Younousse / Ahmed Tijan    |

### Espinho
Challenge, 13. bis 16. Juli 2023
| Platz | Team                                   |
| ----- | -------------------------------------- |
| 1     | Theodore Brunner / Trevor Crabb        |
| 2     | Julian Hörl / Alexander Horst          |
| 3     | Evandro Gonçalves / Arthur Mariano     |
| 4     | Piotr Kantor / Jakub Zdybek            |
| 5     | Pablo Herrera / Adrián Gavira          |
| 5     | Patrikas Stankevičius / Audrius Knašas |
| 5     | Serhij Popow / Eduard Resnik           |
| 5     | Chaim Schalk / Tri Bourne              |

### Edmonton
Challenge, 20. bis 23. Juli 2023
| Platz | Team                               |
| ----- | ---------------------------------- |
| 1     | João Pedrosa / Hugo Campos         |
| 2     | Mathias Berntsen / Hendrik Mol     |
| 3     | Paolo Nicolai / Samuele Cottafava  |
| 4     | Pedro Solberg / Guto Carvalhaes    |
| 5     | Martin Ermacora / Philipp Waller   |
| 5     | Arthur Canet / Téo Rotar           |
| 5     | Christiaan Varenhorst / Leon Luini |
| 5     | Serhij Popow / Eduard Resnik       |

### Montréal
Elite16, 26. bis 30. Juli 2023
| Platz | Team                                |
| ----- | ----------------------------------- |
| 1     | Anders Mol / Christian Sørum        |
| 2     | Andy Benesh / Miles Partain         |
| 3     | Adrian Carambula / Alex Ranghieri   |
| 4     | Evandro Gonçalves / Arthur Mariano  |
| 5     | Vitor Felipe / Renato Lima          |
| 5     | Clemens Wickler / Nils Ehlers       |
| 5     | Alexander Brouwer / Robert Meeuwsen |
| 5     | Cherif Younousse / Ahmed Tijan      |

### Hamburg
Elite16, 16. bis 20. August 2023
| Platz | Team                              |
| ----- | --------------------------------- |
| 1     | David Åhman / Jonatan Hellvig     |
| 2     | Paolo Nicolai / Samuele Cottafava |
| 3     | Anders Mol / Christian Sørum      |
| 4     | George Wanderley / André Stein    |
| 5     | Pablo Herrera / Adrián Gavira     |
| 5     | Paul Henning / Sven Winter        |
| 5     | Cherif Younousse / Ahmed Tijan    |
| 5     | Andy Benesh / Miles Partain       |

### Paris
Elite16, 27. September bis 1. Oktober 2023
| Platz | Team                                |
| ----- | ----------------------------------- |
| 1     | Ondřej Perušič / David Schweiner    |
| 2     | Clemens Wickler / Nils Ehlers       |
| 3     | Alexander Brouwer / Robert Meeuwsen |
| 4     | Julian Hörl / Alexander Horst       |
| 5     | George Wanderley / André Stein      |
| 5     | Pedro Solberg / Guto Carvalhaes     |
| 5     | Paolo Nicolai / Samuele Cottafava   |
| 5     | Stefan Boermans / Yorick de Groot   |

### Tlaxcala
Weltmeisterschaft, 6. bis 15. Oktober 2023
| Platz | Team                              |
| ----- | --------------------------------- |
| 1     | Ondřej Perušič / David Schweiner  |
| 2     | David Åhman / Jonatan Hellvig     |
| 3     | Michał Bryl / Bartosz Łosiak      |
| 4     | Theodore Brunner / Trevor Crabb   |
| 5     | Pedro Solberg / Guto Carvalhaes   |
| 5     | Stefan Boermans / Yorick de Groot |
| 5     | Anders Mol / Christian Sørum      |
| 5     | Andy Benesh / Miles Partain       |

### Goa
Challenge, 19. bis 22. Oktober 2023
| Platz | Team                             |
| ----- | -------------------------------- |
| 1     | Robin Seidl / Moritz Pristauz    |
| 2     | Pablo Herrera / Adrián Gavira    |
| 3     | Javier Bello / Joaquin Bello     |
| 4     | Lukas Pfretzschner / Sven Winter |
| 5     | Zachery Schubert / Thomas Hodges |
| 5     | Arthur Canet / Téo Rotar         |
| 5     | Adrian Heidrich / Leo Dillier    |
| 5     | Tri Bourne / Chaim Schalk        |

### Haikou
Challenge, 2. bis 5. November 2023
| Platz | Team                                 |
| ----- | ------------------------------------ |
| 1     | Chase Budinger / Miles Evans         |
| 2     | Theodore Brunner / Trevor Crabb      |
| 3     | Zachery Schubert / Thomas Hodges     |
| 4     | Tri Bourne / Chaim Schalk            |
| 5     | Daniel Dearing / Sam Schachter       |
| 5     | Javier Bello / Joaquin Bello         |
| 5     | Gianluca Dal Corso / Marco Viscovich |
| 5     | Piotr Kantor / Jakub Zdybek          |

### Chiang Mai
Challenge, 16. bis 19. November 2023
| Platz | Team                                   |
| ----- | -------------------------------------- |
| 1     | Matthew Immers / Steven van de Velde   |
| 2     | Piotr Kantor / Jakub Zdybek            |
| 3     | Chase Budinger / Miles Evans           |
| 4     | Izac Carracher / Mark Nicolaidis       |
| 5     | Julian Hörl / Alexander Horst          |
| 5     | Lukas Pfretzschner / Sven Winter       |
| 5     | Patrikas Stankevičius / Audrius Knašas |
| 5     | Marco Krattiger / Florian Breer        |

### João Pessoa
Elite16, 22. bis 26. November 2023
| Platz | Team                                   |
| ----- | -------------------------------------- |
| 1     | David Åhman / Jonatan Hellvig          |
| 2     | Paolo Nicolai / Samuele Cottafava      |
| 3     | Stefan Boermans / Yorick de Groot      |
| 4     | George Wanderley / André Stein         |
| 5     | Adrielson Dos Santos / Arthur da Silva |
| 5     | Evandro Gonçalves / Arthur Mariano     |
| 5     | Ondřej Perušič / David Schweiner       |
| 5     | Cherif Younousse / Ahmed Tijan         |

### Nuvali
Challenge, 30. November bis 3. Dezember 2023
| Platz | Team                                   |
| ----- | -------------------------------------- |
| 1     | Robin Seidl / Moritz Pristauz          |
| 2     | Zachery Schubert / Thomas Hodges       |
| 3     | Patrikas Stankevičius / Audrius Knašas |
| 4     | Javier Bello / Joaquin Bello           |
| 5     | Pablo Herrera / Adrián Gavira          |
| 5     | Kusti Nõlvak / Mart Tiisaar            |
| 5     | João Pedrosa / Hugo Campos             |
| 5     | Chase Budinger / Miles Evans           |

### Doha
The Finals, 6. bis 9. Dezember 2023
| Platz | Team                              |
| ----- | --------------------------------- |
| 1     | David Åhman / Jonatan Hellvig     |
| 2     | Anders Mol / Christian Sørum      |
| 3     | André Loyola / George Wanderley   |
| 4     | Cherif Younousse / Ahmed Tijan    |
| 5     | Ondřej Perušič / David Schweiner  |
| 5     | Paolo Nicolai / Samuele Cottafava |
| 7     | Clemens Wickler / Nils Ehlers     |
| 7     | Michał Bryl / Bartosz Łosiak      |
| 9     | Adrian Carambula / Alex Ranghieri |
| 9     | Andy Benesh / Miles Partain       |

## Auszeichnungen des Jahres 2023
Team Ranking basierend auf den acht besten Resultaten
| FIVB Sieger Team Ranking | Anders Mol / Christian Sørum |